# Xamiatus
Xamiatus är ett släkte av spindlar. Xamiatus ingår i familjen Nemesiidae.
Kladogram enligt Catalogue of Life:
| Xamiatus | \| \| Xamiatus bulburin \| \| \| \| \| \| Xamiatus ilara \| \| \| \| \| \| Xamiatus kia \| \| \| \| \| \| Xamiatus magnificus \| \| \| \| \| \| Xamiatus rubrifrons \| \| \| \| |
|          | \| \| Xamiatus bulburin \| \| \| \| \| \| Xamiatus ilara \| \| \| \| \| \| Xamiatus kia \| \| \| \| \| \| Xamiatus magnificus \| \| \| \| \| \| Xamiatus rubrifrons \| \| \| \| |
|          | Xamiatus bulburin |
|          | |
|          | Xamiatus ilara |
|          | |
|          | Xamiatus kia |
|          | |
|          | Xamiatus magnificus |
|          | |
|          | Xamiatus rubrifrons |
|          | |